# Momoko Takahashi
Momoko Takahashi (高橋萌木子, Takahashi Momoko), née le 16 novembre 1988, est une athlète japonaise spécialiste du sprint.

## Palmarès
| Date | Compétition         | Lieu      | Résultat | Épreuve   | Temps   |
| ---- | ------------------- | --------- | -------- | --------- | ------- |
| 2006 | Jeux asiatiques     | Doha      | 6e       | 100 m     | 11 s 85 |
| 2006 | Jeux asiatiques     | Doha      | 2e       | 4 x 100 m | 44 s 87 |
| 2007 | Championnats d'Asie | Amman     | 2e       | 4 x 100 m | 45 s 06 |
| 2009 | Universiade         | Belgrade  | 2e       | 100 m     | 11 s 52 |
| 2009 | Championnats d'Asie | Guangzhou | 1re      | 200 m     | 23 s 53 |
| 2009 | Championnats d'Asie | Guangzhou | 1re      | 4 x 100 m | 43 s 93 |
| 2010 | Jeux asiatiques     | Guangzhou | 4e       | 100 m     | 11 s 50 |
| 2010 | Jeux asiatiques     | Guangzhou | 6e       | 200 m     | 23 s 97 |
| 2010 | Jeux asiatiques     | Guangzhou | 3e       | 4 x 100 m | 44 s 41 |
| 2011 | Championnats d'Asie | Kōbe      | 1re      | 4 x 100 m | 44 s 05 |

### Records
| Épreuve    | Performance | Lieu    | Date        |
| ---------- | ----------- | ------- | ----------- |
| 100 mètres | 11 s 32     | Tottori | 7 juin 2009 |
| 200 mètres | 23 s 15     | Fukuroi | 3 mai 2009  |